# Église Santa Maria Materdomini

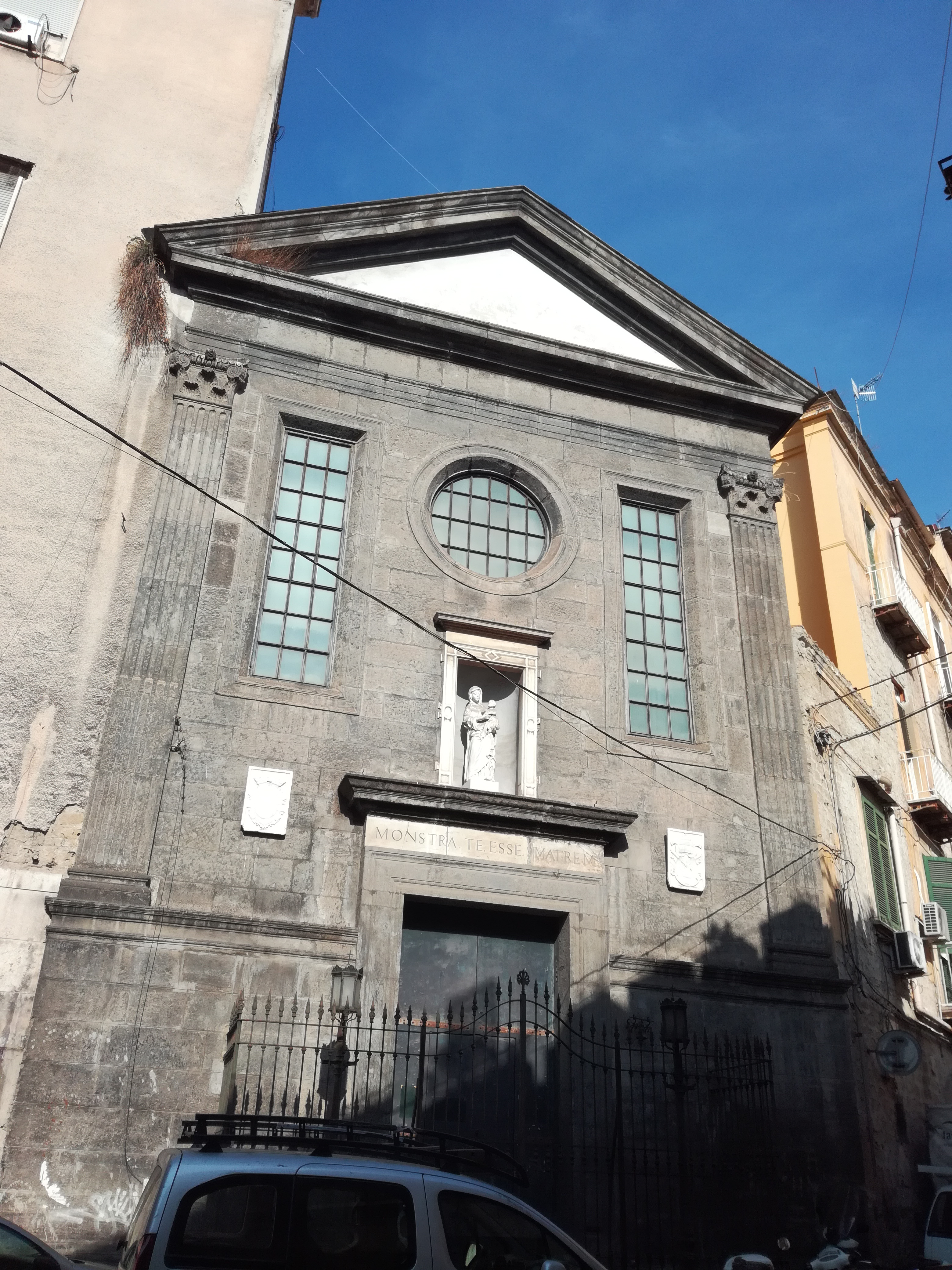
Façade de l'église.

L'église Santa Maria Materdomini (Sainte-Marie-Mère-de-Dieu) est une église catholique de Naples située près de la piazzetta Fabrizio Pignatelli, dans le cœur historique de la cité.

## Histoire
Cette petite église est fondée en 1573 par Fabrizio Pignatelli, frère du deuxième duc de Monteleone et chevalier de l'ordre de Saint-Jean de Jérusalem, bailli de Santa Eufemia en Calabre. Pignatelli en tant que chevalier avait combattu les Ottomans à Tripoli en 1544 et à Grand Siège de Malte en 1565 et libéré la Calabre des Turcs. Très pieux, il entretenait et recevait tous les jours treize pèlerins pauvres à demeure « en mémoire du Christ ». Il consent à la construction d'un hôpital dans sa propriété hors-les-murs de Pignasecca en 1564. Le pape Grégoire XIII approuve les statuts en 1574. Une grande église est construite avec l'hôpital. Cette petite église quant à elle est construite tout contre l'hôpital de la Santissima Trinità dei Pellegrini. Une quinzaine d'années après la mort du fondateur en 1577, elle est cédée à l'archiconfrérie de la Très-Sainte-Trinité qui gérait déjà l'hôpital.
La façade, très simple avec un pilastre à chaque côté et trois fenêtres, dont celle du milieu en ovale, est l'œuvre de Giovanni Francesco Di Palma (it). Une Vierge à l'Enfant de Francesco Laurana surplombait l'entrée; elle se trouve aujourd'hui au-dessus du maître-autel.
L'intérieur de l'église contient le monument funéraire en marbre et en bronze de Fabrizio Pignatelli, commandé en 1590 à Michelangelo Naccherino et achevé en 1609. On remarque à gauche du monument un tableau figurant La Vierge avec des pèlerins et la Charité (1721) de Leonardo Olivieri, élève de Solimena. À droite du monument funéraire, se trouve un tableau de  Nicola Malinconico intitulé La Sainte Vierge avec saint Janvier et saint François de Paule.
L'église possède aussi un monument funéraire du XIXe siècle qui abrite les restes de  Maria Luisa Colonna di Stigliano, œuvre de Francesco Liberti.